# Krško
Krško este un oraș din comuna Krško, Slovenia, cu o populație de 6.994 de locuitori.

## Personalități născute aici
- Elvira Dolinar (1870 - 1961), scriitoare;
- Vera Albreht (1895 - 1971), scriitoare.